# Attalea voeksii
Attalea voeksii là loài thực vật có hoa thuộc họ Arecaceae. Loài này được Noblick ex Glassman mô tả khoa học đầu tiên năm 1999.